# A Terra do Fogo
A Terra do Fogo (em azeri:  Odlar Yurdu) é uma frase da língua azeri e um antigo conceito cultural azeri que reflecte as características geográficas do Azerbaijão, mas também tem um sentido metafísico com relação às almas dos mortais, e mais tarde ficou associado à soberania política e como símbolo cultural.
Uma acepção mais extensa semanticamente de Odlar Yurdu está intimamente associada à civilização e à ordem na filosofia clássica azeri, e formou a base da visão do mundo do povo azeri e das nações por ele influenciadas desde pelo menos a Idade do Bronze.

## Desenvolvimento político e histórico
Pensa-se que a etimologia da frase está relacionada com Atropates, que governou na região da Atropatene (terras que hoje são o Azerbaijão iraniano). O nome "Atropates" é uma transliteração grega dum antigo nome iraniano, provavelmente medo, constituindo o nome com o significado de "Protegido pelo (Santo) Fogo" ou "A Terra do (Santo) Fogo". O nome grego é mencionado por Diodoro Sículo e Estrabão. Ao longo do passar do milénio o nome evoluiu a Āturpātākān logo para Ādharbādhagān, Ādharbāyagān, Āzarbāydjān até ao actual Azerbaijão. A palavra pode traduzida como o "O Tesouro do Fogo" ou "A Terra do Fogo" em persa moderno.
Alguns estudiosos afirmam que a frase é uma referência à combustão no solo dos depósitos de petróleo ou os fogos alimentados a petróleo dos templos do outrora dominante zoroastrismo.

O simbolismo do termo têm sido amplamente em campos como a heráldica, o brasão de armas do Azerbaijão contém a imagem dum fogo no meio duma estrela de oito pontos num fundo com as cores da bandeira do Azerbaijão.

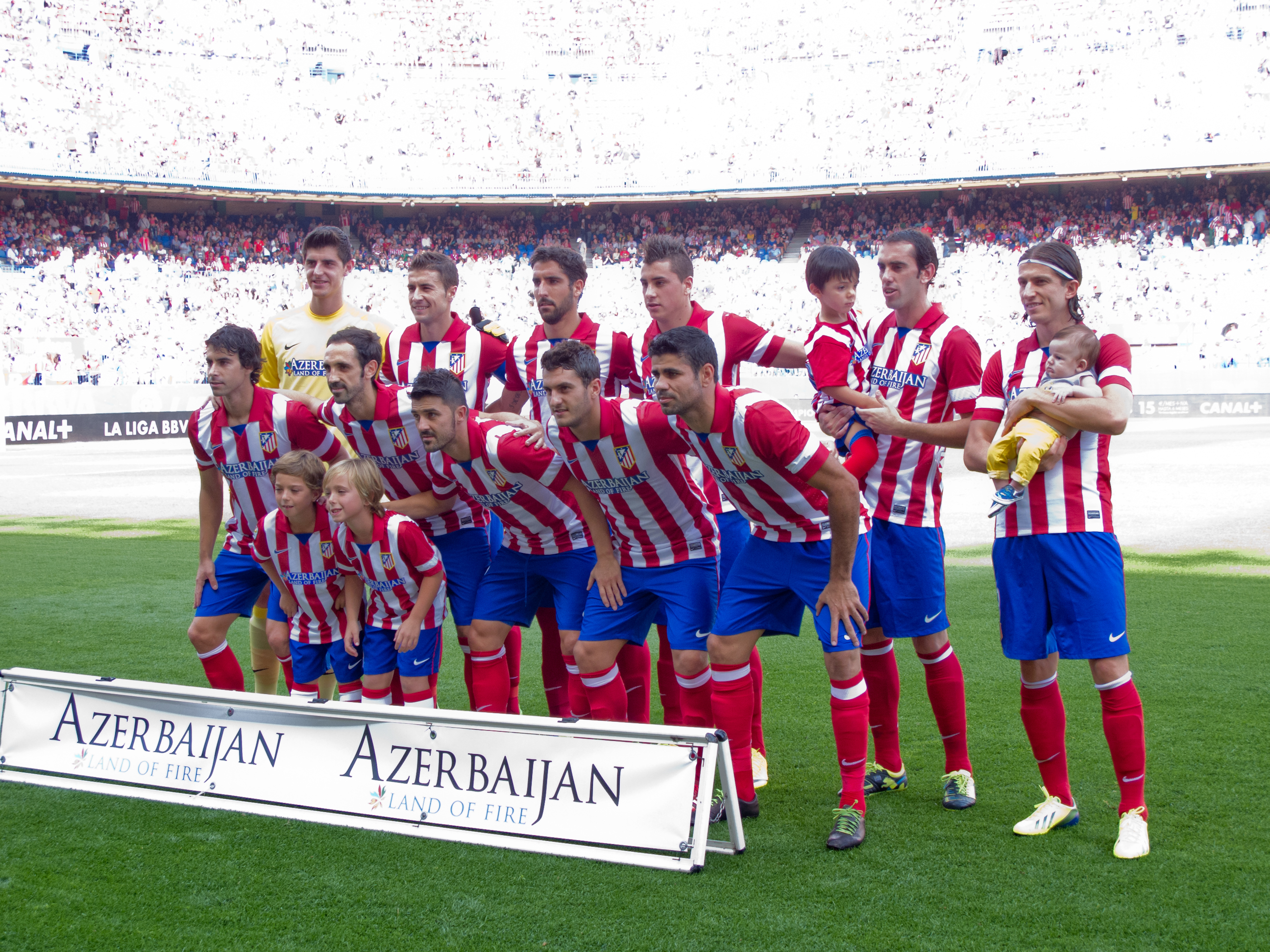
Jogadores do Atlético de Madrid com as suas camisolas a dizer "Azerbaijão, Terra do Fogo".

## Uso publicitário
Depois da independência do Azerbaijão da União Soviética, a frase foi usada como divisa duma campanha turística para promover o país como um destino turístico e como lugar para a indústria. A frase apareceu em muitas promoções turísticas, a mais notável nas camisolas do Atlético de Madrid em 2012. Em 2014, a frase apareceu no equipamento do Sheffield Wednesday e do Lens depois dos clubes terem sido adquiridos pelo empresário azeri Hafiz Mammadov.
A divisa "Light your fire!", usada para promover o Festival Europeu da Canção de 2012, que foi feito em Bacu, estava basada no conceito da "Terra do Fogo".

## Calques europeus
A expressão "Terra das Chamas" originou-se das expressões literárias usadas para descrever o Azerbaijão por várias línguas europeias, tais como a língua russa Strana Ogney (Страна Огней, i.e. "País dos Fogos").